# Světlana Kriveljovová
Světlana Vladimirovna Kriveljovová (rusky Светлана Владимировна Кривелёва; * 13. června 1969, Brjansk) je bývalá ruská atletka, olympijská vítězka, mistryně světa a trojnásobná halová mistryně světa ve vrhu koulí.

## Kariéra
V roce 1986 na prvním ročníku MS juniorů v Athénách se umístila ve finále na 6. místě. O rok později vybojovala bronz na juniorském mistrovství Evropy v Birminghamu. Několikrát skončila na velkých atletických šampionátech těsně pod stupni vítězů, na čtvrtém místě. V roce 1988 na juniorském mistrovství světa v kanadském Sudbury, na Mistrovství Evropy v atletice 1998 v Budapešti, na halovém ME 2000 v belgickém Gentu, na letních olympijských hrách 2000 v Sydney a také na Mistrovství světa v atletice 2005 v Helsinkách.
Čtvrté místo původně obsadila také na olympiádě v Athénách. Olympijskou vítězkou se zde stala její krajanka Irina Koržaněnková, která jako jediná přehodila dvacetimetrovou hranici. Po soutěži však měla pozitivní dopingovou zkoušku a byla diskvalifikována. Kriveljovové byl dodatečně přidělen bronz, Němka Nadine Kleinertová získala stříbro a zlato Kubánka Yumileidi Cumbaová. O třetí místo přišla v roce 2013, kdy kontrola odhalila zakázané látky i v jejím vzorku. Za doping byla potrestána dvouletým zákazem činnosti a její výsledky dosažené mezi 18. srpnem 2004 a 17. srpnem 2006 byly anulovány.

## Osobní rekordy
- hala – (20,69 m – 22. ledna 1999, Moskva)
- venku – (21,06 m – 7. srpna 1992, Barcelona)